# Instituto de Valuaciones y Peritajes de Panamá
El Instituto de Valuaciones y Peritajes de Panamá o IVAPPAN, es el gremio que reúne la mayor cantidad de valuadores panameños.

## Historia
El Instituto fue fundado el 15 de agosto de 1984, por una serie de profesionales de la arquitectura y la ingeniería que vieron la necesidad de fortalecer las valuaciones en el país.
La función principal del gremio es elevar el nivel educativo de los profesionales panameños que se dedican a esta ciencia.
Durante los 40 años que lleva el gremio ha realizado una serie de seminarios nacionales e internacionales y junto con la Universidad Santa María La Antigua ha realizado más de 10 Diplomados de Valuaciones Inmobiliarias, de donde han salido más de un centenar de profesionales fortalecidos en los conceptos de la valuación, fundamentado en las normas internacionales de valuación y las leyes nacionales.
En el 2019  la organización y el país fue sede del Congreso UPAV celebrado en Ciudad de Panamá. Durante esos días se dio  la reunión de 500 de los mejores valuadores del continente.
Junta Directiva Actual
Presidente: Arq. Ernesto Mock
Vicepresidente: Ing. Alexander Parrilla
Secretaria: Arq. Carlos Samudio
Contralor: Ing. Leidiana Cesar
Vocales: Ing. Ruben Maitin, Arq. Mirna de Madrid, Arq. Heydi Cardoze
Presidentes Anteriores
Arq. Heydi Cardoze (2020-2023)
Arq. Illiam Tello (2018-2019)
Arq. Carlos E. Samudio Monte (2016 - 2017)
Ing. Alexander Parrilla (2014 - 2015)
Arq. Ernesto Mock  (2 periodos)
Ing. Jorge Beluche 
Arq. Carla Lopez 
Arq. Tabira Pereira 
Arq. Jorge Pitalua
Ing. Victor Martinez